# دافي (لاعب كرة قدم)
دافي هو لاعب كرة قدم برازيلي، ولد في 31 أغسطس 1979 في بورتو أليغري في البرازيل. لعب مع Minas Tênis Clube (futsal) ‏.